# Яношик, Юрай
Юрай Яношик (словац. Juraj Jánošík, венг. Jánosik György, пол. Jerzy Janosik; 25 января 1688, Терхова — 17 марта 1713, Липтовски-Микулаш) — легендарный словацкий народный герой, благородный разбойник, по мнению законной власти — преступник.

## Биография
Юрай родился в зажиточной крестьянской семье. В 1706 году вступил в куруцкую армию Ференца Ракоци, восставшего против австрийского владычества, после его поражения у Тренчина служил в австрийской армии в гарнизоне Битчьянского Града. Там познакомился с разбойником Томашем Угорчиком и вместе с его бандой крал и продавал коней в Польшу. Позже возглавил банду. Впервые был пойман в 1712 году, но подкупил стражу и сбежал. В 1713 году его снова схватили в Кленовце. 16 марта 1713 года Яношик был обвинён в многочисленных разбоях, а также убийстве священника Юрая Вентика, которое он так и не признал даже после пыток. 17 марта 1713 года был казнён через повешение за ребро.

## Роль народного героя
По словацким легендам, Юрай Яношик со своей шайкой жил в лесах между Жилиной и Липтовским Микулашем и нападал там на проезжих. По польским сказаниям, грабил также и в Польше. В Словакии Юрай Яношик имеет амплуа Робина Гуда: «у богатых брал, бедным отдавал». К его образу апеллировали и коммунист Ян Роб Поничан, и диссидент Доминик Татарка. Свои произведения ему посвятили классики словацкой литературы Ян Бото, Андрей Сладкович и Янко Краль, крупнейший словацкий композитор Ян Циккер. Он известен и в Чехии, чешский классик Алоис Йирасек включил легенды о нём в «Старинные чешские сказания», неоднократно издававшиеся на русском. Режиссёр Иржи Маген поставил о Яношике спектакль (главную роль исполнил крупнейший чешский поэт Витезслав Незвал). Поляки его воспринимают как своего татранского героя. Белорусский поэт Максим Танк посвятил Яношику стихи. Илья Эренбург в обращении к «чехословакам» в ноябре 1941 по московскому радио говорил: «Я хочу в этот тяжёлый день сказать вам простые слова надежды: мы встретимся в свободной Праге… встретимся в Братиславе… Мы споём песни про Яношика. Мы увидим над Градчанами Трёхцветный флаг».
Юраю Яношику посвящены художественные произведения:
- Первый полнометражный словацкий чёрно-белый фильм «Яношик» (1921 год).
- Чехословацкий фильм 1935 год.
- Одноимённая опера Яна Циккера (Братислава, 1954 год).
- Чехословацкий фильм «Яношик» (словацкая киностудия) — 1-я серия (1962 год), 2-я серия (1963 год). В советском прокате — «Горные мстители».
- Польский фильм 1974 года.
- Польский сериал 1973—1974 годов.
- Чехословацкий мультипликационный сериал «Разбойник Юрко» (1976 год).
- Баллада для детей Маргариты Фигули (1980 год).
- Кинофильм «Яношик: Правдивая история» (2009 год) совместного производства Словакии, Польши, Венгрии и Чехии.